# Aplopsis longipes
Aplopsis longipes är en skalbaggsart som beskrevs av Blackburn 1907. Aplopsis longipes ingår i släktet Aplopsis och familjen Melolonthidae. Inga underarter finns listade i Catalogue of Life.